# Stereophonics
Stereophonics er en walisisk rocktrio.
Bandmedlemmerne startede med at spille sammen som purunge teenagere under navnet Tragic Love Company i de tidligere 90ere i den sydwalisiske byen Cwmaman.
Deres lyd er meget britisk, alternativ poprock, og da den første plade lå klar i 1997, havde bandet skiftet navn til Stereophonics.
Gennembruddet kom i 1999 med singlen The Bartender And The Thief, der gik til tops på den engelske hitliste. Siden fulgte solide hits som Have A Nice Day (2001), Since I Told You It's Over og Maybe Tomorrow (2003) + Dakota og Superman (2005).
Innocent er første single fra Stereophonics' 7. album Keep Calm And Carry On, der udkom 16. november i England.